# Велика Ретра

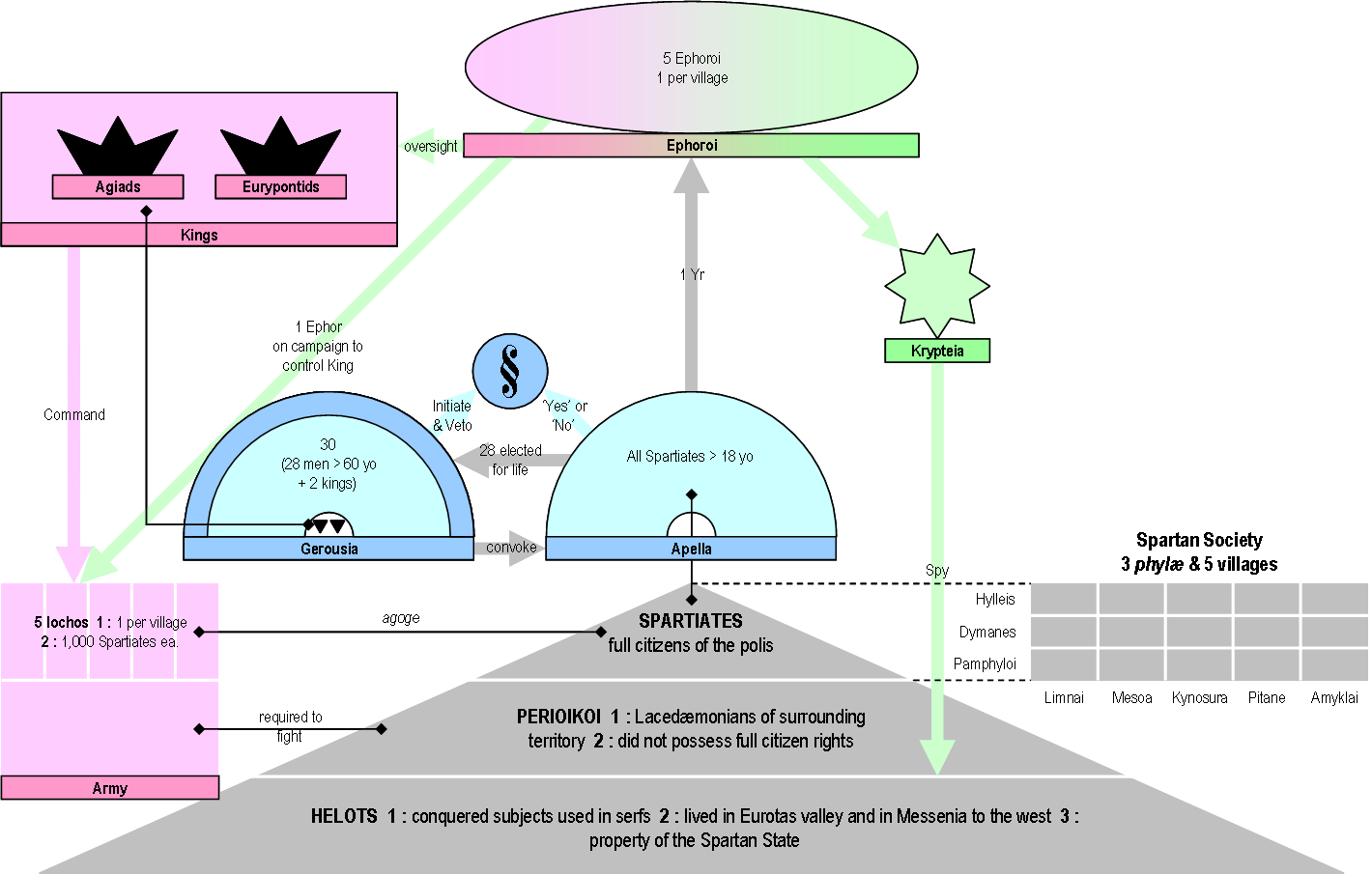
Механізм дії Великої Ретри

Велика Ретра (грец. Μεγάλη Ῥήτρα — буквально Велика Постанова) — усно проголошена Конституція стародавньої Спарти, запропонована законодавцем 8 століття до н. е. Лікургом.
Велика Ретра являє собою одне з двох найзначніших органів класичної грецької прямої демократії, іншим була Еклесія в Афінах. В обох випадках головною метою було обмеження привілеїв та забезпечення рівних прав усім громадянам полісу. Водночас спартанський механізм додатково обмежувався необхідністю для прийняття важливого рішення дістати згоду від герусії, ефорату і царів.

## Історія
Згідно з переказом, який передає Плутарх у «Порівняльних життєписах», направило Лікурга пророцтво Дельфійського оракула, який так відповів:
| Вибудуй храм Зевсу-Гелланію і Афіні-Гелланії, поділи народ на філи і оби, встанови Раду з тридцяти членів, разом з вождями, і нехай час від часу народ збирається між Бабікою і Кнакіоном. Пропонувати закони і збирати голоси повинен ти, остаточне ж рішення має належати народу. |
Хоча сам Плутарх далі додає, що «Ретрами» Лікург назвав свої постанови для того, щоб переконати всіх громадян, наче вони дані оракулом і являють ніщо інше, як його відповіді на питання Лікурга.
В середині VII століття до н. е. Полідор і Теопомп внесли доповнення до первісної Ретри і навіть переконали громадян, що так наказав оракул. Це доповнення дозволяло розпускати Збори в разі, якщо вони не затверджували рішення, оголосити їх шкідливими, такими, що приносять шкоду і перекручують пропозиції:
| Якщо народ ухвалить погано, царям і старійшинам піти. |

## Основні принципи
Закони Лікурга не були писаними. Він вважав, що усе необхідне, важливе для щастя і моральної досконалості громадян, повинне було увійти в їх звичаї та спосіб життя, щоб залишитися в них назавжди, зжитися з ними.
Одна з «ретр» Лікурга забороняла мати письмові закони, інша була спрямована проти розкоші. Дах в кожному будинку міг бути зроблений тільки однією сокирою, двері — однією пилою; користуватися іншими інструментами заборонялося. Плутарх пояснює, що кожен мав прагнути того, щоб між його будинком і ліжком, потім між ліжком і сукнею, сукнею і рештою обстановки і господарством була відповідність, щоб вони відповідали одне одному.
Відома також третя «ретра» Лікурга, де він забороняє вести війну з одними і тими самими ворогами, оскільки ворог, який звикнув чинити опір, може й сам стати войовничим. Пізніше саме за це засуджували царя Агесілая II, адже він своїми частими, неодноразовими вторгненнями і походами в Беотію власне і зробив фіванців гідними супротивниками Спарти. Тому, бачачи його пораненим, Анталкід сказав: «Фіванці чудово платять тобі за уроки. Вони не хотіли і не вміли воювати, але ти їх навчив!».